# Brzozowica Duża
Brzozowica Duża – wieś w Polsce położona w województwie lubelskim, w powiecie radzyńskim, w gminie Kąkolewnica.
W latach 1975–1998 miejscowość administracyjnie należała do województwa bialskopodlaskiego.
Wieś stanowi sołectwo gminy Kąkolewnica. Według Narodowego Spisu Powszechnego z roku 2011 wieś liczyła 1181 mieszkańców.
Początki osadnictwa dzisiejszej Brzozowicy Dużej datuje się po 1264 r. po pobiciu Jaćwingów przez Bolesława Wstydliwego i wyparciu ich z okolic Międzyrzeca Podlaskiego. W późniejszych czasach osiedlali się tu Rusini z Litwy, kmiecie z Mazowsza, drobna szlachta i dobrowolni koloniści. Osadnictwo okolicy szczególnie rozwinęło się w XVII wieku. 
Okolice Brzozowicy ogromnie ożywiły się, gdy w 1821-1822 powstał trakt bity Warszawa – Brześć, oraz po roku 1867, gdy nastąpiło otwarcie kolei Warszawa – Terespol. Po II wojnie światowej w Brzozowicy Dużej główną uprawą było żyto, ziemniaki i soczewica – ponieważ są tu słabe gleby i nie rodziła się pszenica. W codziennym jadłospisie były kluski ziemniaczane, placki ziemniaczane. Tertuny z soczewicą były daniem świątecznym na niedzielę, były bardzo pracochłonne. Soczewicę miała każda gospodyni – więc były daniem całorocznym. W zimie przygotowywano je na Prządki, Kądziel, Darcie pierza, W kumy. Gospodarstwa były bardzo małe, rodziny liczne i tertuny brzozowickie były bardzo cenionym produktem żywnościowym.
Miejscowość jest siedzibą rzymskokatolickiej parafii św. Maksymiliana Kolbe.